# Sling Aircraft Sling 4
Die Sling Aircraft Sling 4 ist ein einmotoriger, viersitziger Tiefdecker des südafrikanischen Flugzeugherstellers Sling Aircraft aus Johannesburg.

## Konstruktion
Die Sling 4 ist ein Tiefdecker mit starrem Bugradfahrwerk in Ganzmetallbauweise. Sie verfügt über Flügeltüren und wird von einem turboaufgeladenen Rotax 914 mit einer Nennleistung von 115 PS (85 kW) und einem Dreiblattverstellpropeller angetrieben. Die Avionik besteht aus einem Glascockpit und verfügt über einen Autopiloten. Die Maschine ist sowohl als Bausatz als auch als flugfertiges Flugzeug erhältlich. Die AOPA schätzt die Bauzeit auf 900 bis 1200 Arbeitsstunden. Der Preis für eine Sling 4 bewegte sich im Jahr 2016 zwischen 123.417 US-Dollar für die Basis-Version und 192.000 US-Dollar für ein Modell mit Vollausstattung.

## Geschichte
Die Entwicklung der Sling 4 begann im Jahr 2011 als viersitzige Alternative zur Sling 2. Im Juli 2013 flogen Mike Blyth und sein Sohn mit einer modifizierten Sling 4 mit einer Reichweite von 20 Flugstunden von Südafrika aus zum EAA AirVenture Oshkosh in die Vereinigten Staaten. Ein Abschnitt des Fluges beinhaltete vierzehn Stunden über Wasser.
Im Jahr 2014 bauten vierzig Mitarbeiter von Sling Aircraft eine Sling 4 in nur vier Tagen und flogen damit zur South African Airshow.
In einem ausführlichen Testbericht des Flying Magazines lobte Marc C. Lee die Steuerung, das Handling und die Ladekapazitäten der Maschine, betonte aber die fehlenden Reisegeschwindigkeit, das Fehlen einer guten Heizung sowie die schlechte Verarbeitung der Gummiformteile und das Fehlen eines USB-Anschlusses. Des Weiteren bemerkte er, dass das Flugzeug bei halb geöffneten oder angelehnten Türen nicht gerollt werden kann.
Im Jahr 2019 bauten zwanzig südafrikanische Jugendliche eine Sling 4 in circa drei Wochen und planten damit einen Flug nach Kairo. Das Triebwerk und die Avionik wurden dabei allerdings von Fachpersonal installiert.

## Versionen
Sling 4
Basismodell, angetrieben von einem Rotax 914UL mit einer Nennleistung von 115 PS (85 kW).
Sling TSi
Angetrieben von einem Rotax 915 iS mit 141 PS (104 kW) mit verbesserten aerodynamischen Eigenschaften, einer höheren Reisegeschwindigkeit und leicht erhöhter Zuladung.

## Technische Daten
| Kenngröße            | Daten                              |
| -------------------- | ---------------------------------- |
| Besatzung            | 1                                  |
| Passagiere           | 3                                  |
| Länge                | 23,54 ft (7,17 m)                  |
| Spannweite           | 32,6 ft (9,94 m)                   |
| Höhe                 | 8 ft (2,44 m)                      |
| Flügelfläche         | 141 ft² (13,1 m²)                  |
| Leermasse            | 1.036 lb (470 kg)                  |
| max. Startmasse      | 2.028 lb (920 kg)                  |
| Reisegeschwindigkeit | 130 kn (241 km/h)                  |
| Dienstgipfelhöhe     | 15.000 ft (4.572 m)                |
| Reichweite           | 700 NM (1.296 km)                  |
| Triebwerke           | 1 × Rotax 914UL mit 115 PS (85 kW) |